# Varkensdas
De varkensdas (Arctonyx collaris) is een grote Zuid-Aziatische das. In 2008 werden er twee soorten afgesplitst van de varkensdas: de Sumatraanse varkensdas (Arctonyx hoevenii) en de noordelijke varkensdas (A. albogularis).

## Kenmerken
De kop-romplengte bedraagt 55 tot 70 cm, de staart is 12 tot 17 cm lang en het gewicht varieert van 7 tot 14 kg.
De kleur van de vacht is grijsgeel tot zwart op de rug, geheel wit op de kop en de staart, en de voeten en buik zijn zwart. Er lopen zwarte strepen van de neus tot de oren en de hals. De naam varkensdas dankt het dier aan zijn opvallende behaarde, varkensachtige snuit.

## Leefwijze
De varkensdas is een nachtdier dat met zijn snuit in de bosgrond wroet, op zoek naar wormen, insecten en larven. Daarnaast eet de varkensdas plantaardig voedsel, zoals fruit en wortels. Net als andere dassen maakt hij een burcht, die behoorlijke afmetingen kan bereiken.

## Verspreiding
Deze soort komt voor in de bossen van Zuid-China, Thailand, India, Maleisië.

## Afbeeldingen

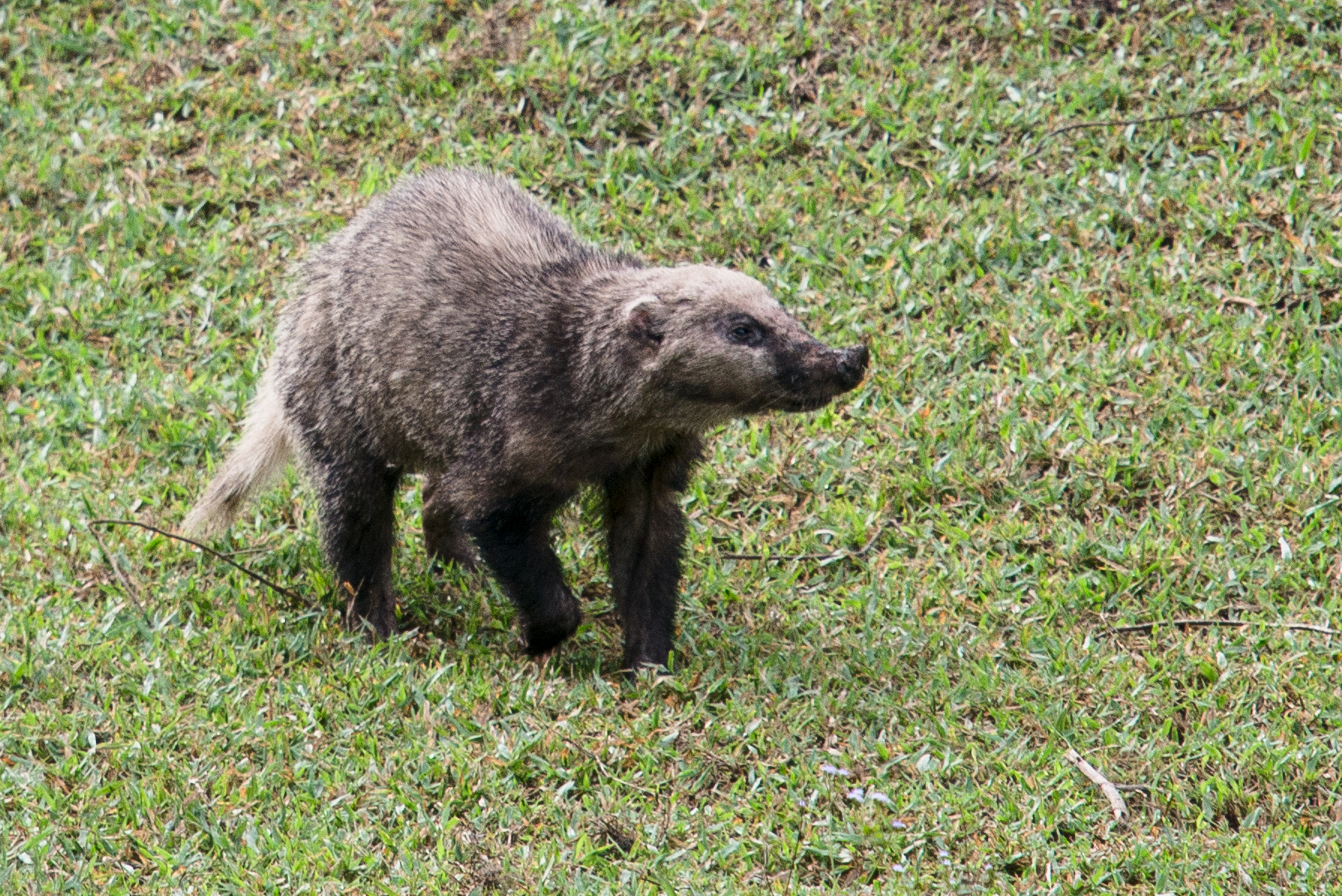
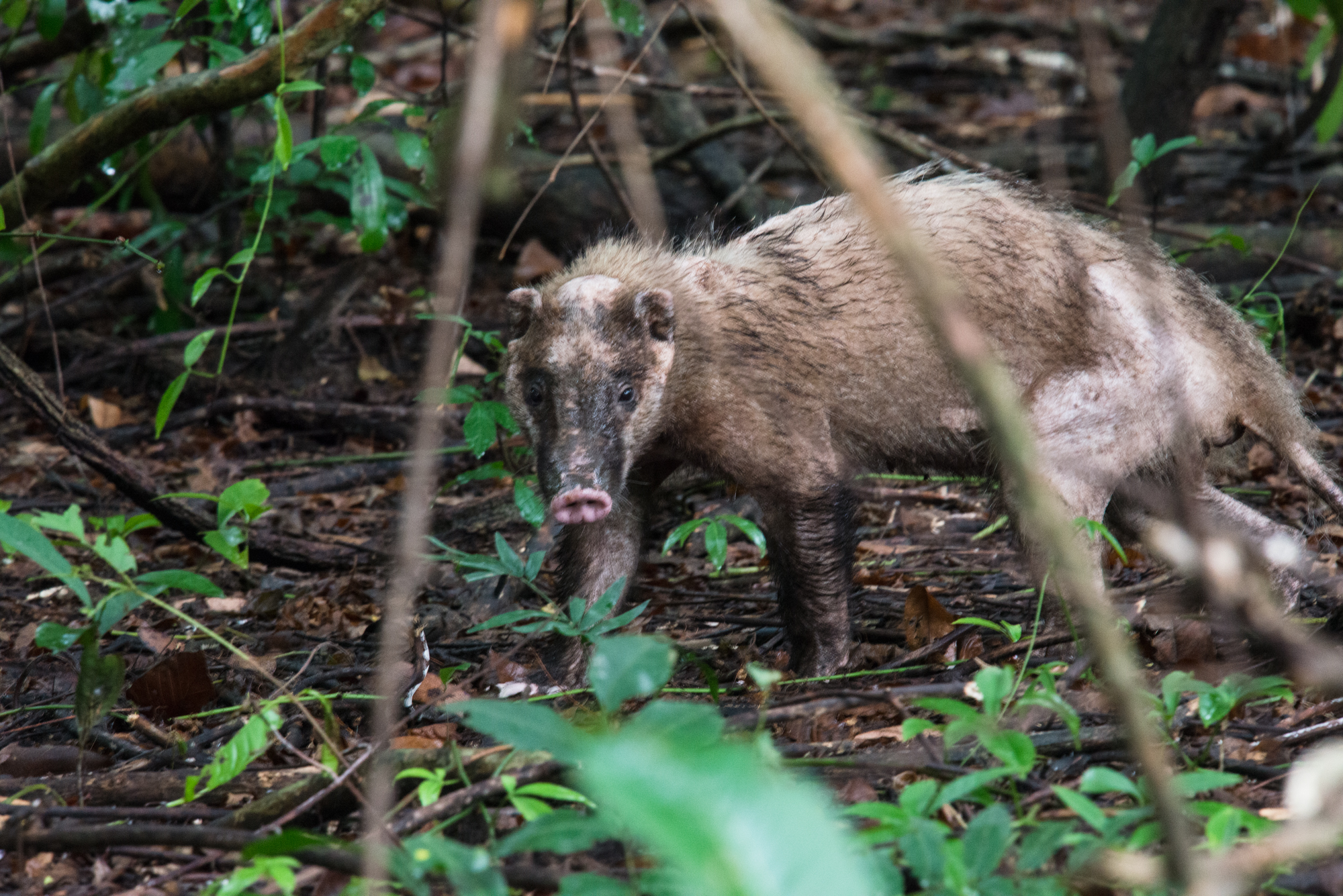
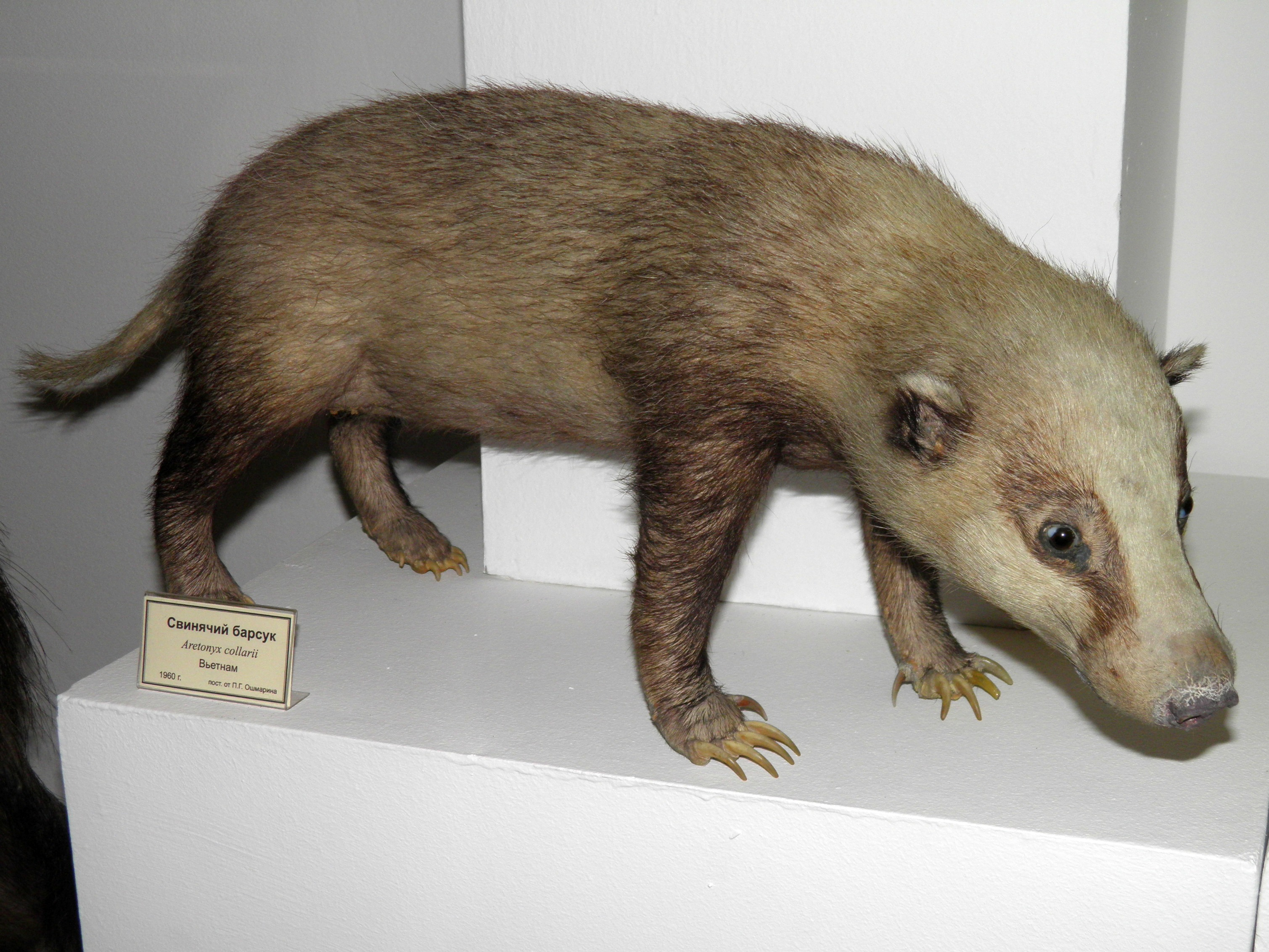
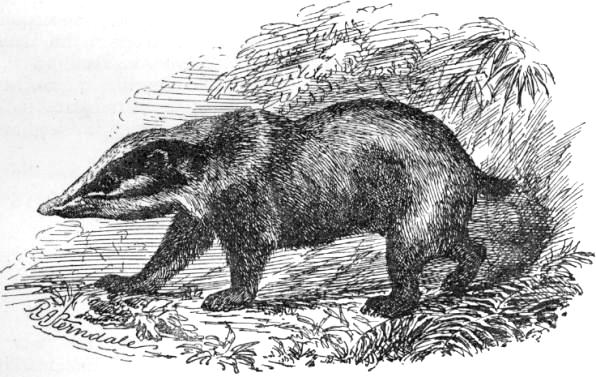